# Roland Freund
Roland Freund (* 17. Juni 1955 in Timișoara, Rumänien) ist ein ehemaliger deutscher Wasserballspieler und späterer Mannschaftsarzt der deutschen Wasserballnationalmannschaft.
Nachdem Roland Freund bereits in der rumänischen Juniorenauswahl mitgewirkt hatte, kam der deutschstämmige Wasserballer 1974 nach Krefeld, wo er bei Aegir Uerdingen spielte. 1978 wechselte er nach Berlin und spielte neun Jahre für die Wasserfreunde Spandau 04. Mit Spandau gewann der Angriffsspieler neun Deutsche Meistertitel; 1982, 1984 und 1985 siegte das Team im Europapokal der Landesmeister.
Roland Freund debütierte 1975 in der deutschen Nationalmannschaft und belegte mit der deutschen Mannschaft den sechsten Platz bei der Weltmeisterschaft in Cali. 1976 nahm er an den Olympischen Spielen in Montreal teil und erreichte wie bei der WM 1975 den sechsten Platz. Nach einem abermaligen sechsten Platz bei der Europameisterschaft 1977 und dem siebten Platz bei der Weltmeisterschaft 1978 folgte 1981 der Europameistertitel und 1982 Bronze bei der Weltmeisterschaft. Bei den Olympischen Spielen 1984 in Los Angeles gehörten die deutschen Wasserballer zu den Mitfavoriten. Mit dem Gewinn der Bronzemedaille hinter den Jugoslawen und den amerikanischen Gastgebern gelang ihnen der einzige olympische Medaillengewinn nach 1945. 1985 beendete Freund seine Karriere in der Nationalmannschaft, 1987 hörte er auch bei den Wasserfreunden auf.
Er schloss sein Medizinstudium ab, promovierte und eröffnete eine eigene Orthopädiepraxis in Reinickendorf. Seine früheren Mannschaftskameraden Peter Röhle als Trainer der Wasserfreunde Spandau und Bundestrainer Hagen Stamm überredeten Freund zu einer Rückkehr zum Wasserball. Freund übernahm die Position des Mannschaftsarztes bei seinem früheren Verein und beim deutschen Nationalteam.